# Lionel Lamy
Pour les articles homonymes, voir Lamy.
Lionel Lamy, né le 29 novembre 1943 au Loroux-Bottereau et mort le 28 avril 2018 à Lassay-les-Châteaux, est un footballeur français. Il joue au poste de milieu de terrain puis de défenseur central dans les années 1960 et 1970. Champion de France en 1965 avec le FC Nantes, il réalise l'essentiel de sa carrière au Stade lavallois, dont il est l'un des joueurs emblématiques.

## Biographie
Lionel Lamy commence le football à la Saint-Pierre de Nantes. Lors de la saison 1959-1960, il fait partie de l'équipe des cadets de la Loire-Atlantique.
Il intègre le FC Nantes en 1962, en qualité d'amateur au sein de l'équipe réserve en division d'honneur de la Ligue de l'Ouest. Utilisé comme demi, il est champion de DH en 1963 et accède au CFA. Lors de la saison 1963-1964 il effectue son service militaire au bataillon de Joinville, avec Fleury Di Nallo. En 1964 il devient stagiaire. Il joue sept matches en équipe première, dont quatre en première division dans l'équipe sacrée championne de France. En avril 1965 il fait partie de la sélection de la Ligue de l'Ouest. Chaudronnier de profession, il signe à l'été 1965 un contrat professionnel et est prêté une saison à l'AS Cherbourg en Division 2. Il atteint les quarts de finale de la Coupe de France et réalise une bonne saison à titre personnel, mais garde de ce prêt un souvenir mitigé.
En septembre 1966 il obtient du président Clerfeuille la résiliation de son contrat avec le FC Nantes, et rejoint l'US du Mans, alors en Division 3. Il s'installe au Mans et y prend un emploi stable. Footballeur athlétique mais également bon technicien, il se stabilise au poste d'arrière central. Possédant un caractère affirmé, il passe deux ans en conflit avec les dirigeants, qui finiront par une rupture. Lamy est alors classé parmi les joueurs ingérables, et en rupture de club.
Il apparaît comme un rebelle. Il est recruté en 1968 par le Stade lavallois, alors présidé par Henri Bisson et entraîné par Michel Le Milinaire. Il rejoint avec le club la D2, et devient son capitaine au poste de libéro. Il participe à la montée du club en D1. Capitaine de l'équipe à partir de 1970, il joue une saison en Division 1. Il est en parallèle employé aux services techniques à la mairie de Laval. Lionel Lamy totalise 303 matches sous le maillot tango. 
De 1979 à 1981 il est entraîneur-joueur de l'AS Andouillé en Mayenne. En 1984, il continue de pratiquer le football, dans l'équipe de Changé.
Il meurt le 28 avril 2018 à l'âge de 74 ans,.

## Palmarès
- Champion de France D1 en 1965 avec le FC Nantes.
- Champion de DH (groupe Ouest) en 1963 avec l'équipe réserve du FC Nantes.